# Droit comparé
 (avril 2025).
Le droit comparé est la discipline qui compare les ordres juridiques du monde. Il exige que les droits soient étudiés de la même manière, sans préjuger de la supériorité de l'un sur l'autre.
On peut diviser le droit comparé entre la macrocomparaison et la microcomparaison. La première s'intéresse à des questions générales comme la procédure pour résoudre les conflits, le rôle des professionnels du droit ou encore le processus de législation. La microcomparaison au contraire s'intéresse à une institution juridique ou aux règles de droit permettant de résoudre un problème spécifique.

## Historique
Les premières recherches comparatives remontent à la Grèce antique. Platon compare les lois des cités grecques dans Les Lois et Aristote analyse les constitutions de 158 cités grecques et barbares avant de rédiger la Constitution d'Athènes.
Les seules études de droit privé comparé qui nous soient parvenues sont celles de Théophraste.
L’Empire romain n'a que peu comparé, certainement à cause de sa conviction en la supériorité de son système politique et juridique. De même, les juristes du Moyen Âge ne s'intéressaient qu'aux droits romain et canonique, qu'ils comparaient néanmoins entre eux. Les conquêtes ne justifiaient pas l'étude des droits étrangers car le vainqueur imposait son droit au vaincu.
À l'époque des Lumières, de nombreux juristes étudient le droit naturel sans se fonder sur le droit positif et donc sans comparer. Certains penseurs du droit naturel tels Grotius, Montesquieu ou Samuel von Pufendorf utiliseront néanmoins le droit comparé. À l'opposé, des juristes comme Friedrich Carl von Savigny considéraient que seule l'étude du droit national et des droits romain et canonique était importante.
Au XIXe siècle, certains législateurs comparent les législations pour l'élaboration de codes destinés à unifier le droit à l'intérieur des États. Le Code civil français de 1804 a été élaboré sous l'influence du droit naturel et non d'études comparatives.
Les études universitaires se développent également au XIXe siècle, sous l'influence de l'allemand Mittermaier puis du français Foelix qui fonde la Revue étrangère de législation en 1804. Le britannique William Burge s'intéresse aux nombreux droits en vigueur dans l’Empire britannique. Son compatriote Leone Levi (en) compare les différents droits commerciaux en vigueur dans le monde. Il est le premier à proposer une unification du droit dans un domaine particulier par un Code international du commerce. Les américains Joseph Story et James Kent s'intéressent aux droits européen et romain et en particulier au droit français.
Le droit comparé en tant que branche juridique ne naît que dans la seconde moitié du XIXe siècle. Les Français créent la Société de législation comparée en 1869 qui inspire les autres pays européens. De nombreuses revues sont créées à la même époque. Le premier Congrès international de droit comparé se tient à Paris en 1900, organisé par Édouard Lambert et Raymond Saleilles.
Après la Seconde Guerre mondiale, la recherche en droit comparé progresse notamment sous l'impulsion de nouveaux instituts. Les chercheurs d'Europe continentale s'intéressent désormais également au common law.

## Liens et distinctions avec les autres disciplines

### Droit comparé des différentes traditions juridiques
Le droit comparé comme sujet d'étude et surtout comme outil- pour le juriste, l'avocat ou plus largement l'acteur publique- consiste dans l'analyse des différences entre les différentes traditions du droit. Par exemple les traditions de droits islamiques et les traditions de droit occidentaux ont des différences notables. Le travail d'un spécialiste en droit comparé nécessite de s'appuyer non seulement sur les textes juridiques mais également sur l'esprit desdits textes. Généralement la formation d'un expert en droit comparé ne se limite pas au droit mais également à la philosophie, à l'histoire et souvent aux sciences religieuses.
Le droit comparé des différentes traditions juridiques fait l'objet de recherche extrêmement importante pour le dialogue entre les pays. Des établissements de renommées internationales comme l'Université de Cambridge (avec par exemple James Crawford), l'IDPD de Nice (où étudia Mohammed VI), l'EPHE (Paris), l'IHEID de Genève ont formé des spécialistes dans ce domaine.

### Droit comparé et droit international privé
Le droit international privé utilise le droit comparé dans la résolution des conflits de loi en permettant l'étude des règles de compétence du droit étranger. Le droit comparé est également utile quand un tribunal doit appliquer un droit étranger.

### Droit comparé et droit international public
Le droit comparé sert à dégager les principes généraux communs aux nations civilisées qui sont une des sources du droit international public selon l'article 38 du Statut de la Cour internationale de justice. D'autres règles de droit international public comme l'abus de droit ou pacta sunt servanda ont leur origine dans les droits nationaux et leur pleine compréhension exige aussi le droit comparé.

### Droit comparé, histoire du droit et sociologie du droit
On pourrait dire que la distinction est claire puisque le droit comparé étudie les systèmes légaux contemporains dans l'espace, l'histoire du droit étudie les systèmes dans le temps. Cependant l'historien est amené à comparer puisqu'il ne peut utiliser purement et simplement les concepts du droit moderne pour comprendre les anciens droits.
Le but de la sociologie du droit est de découvrir les relations entre le droit et la société : comment le droit affecte le comportement humain et en retour de quelle manière les changements sociaux déterminent le droit. Les sociologues du droit ont souvent besoin d'étudier plusieurs pays afin d'étudier ces interactions.
Le comparatiste doit en retour étudier la société et l'histoire des nations afin de comprendre les différences des solutions juridiques adoptées.

## Buts

### Le droit comparé pour la connaissance
Comme toute science, le droit comparé a vocation à améliorer la connaissance. Le droit n'étant plus considéré comme simplement national, seul le droit comparé peut permettre d'apprendre sur les droits étrangers. Il est utilisé par les historiens, les sociologues et les philosophes du droit. Ces études montrent la relativité du droit et ses déterminismes sociaux, historiques ou culturels. On peut ainsi se détacher des préjugés que véhiculent les systèmes juridiques et développer son sens critique. Par exemple, des notions considérées comme naturelles ou indispensables par un système juridique sont souvent absentes d'un autre.
L'étude des différentes législations permet également de faciliter la recherche de la meilleure solution pour un problème donné en offrant une variété de solutions que ne peut offrir l'étude d'un seul système.

### Le droit comparé pour les sciences taxinomique et évolutionniste
Au XIXe siècle, sous l'influence du darwinisme et de l'impérialisme européen, les sciences sociales cherchaient à établir les étapes du développement des sociétés. Le droit comparé partageait cette démarche notamment par la qualification des systèmes non-européens de droits primitifs.
Également sous l'influence des sciences naturelles, le droit comparé s'est orienté vers la classification des droits nationaux en différentes familles juridiques. Cette démarche comme celle de l'évolution n'a pas donné de résultat convaincant et a été abandonnée.

### Le droit comparé par pragmatisme

#### Comprendre et améliorer son droit national
L'analyse des droits étrangers peut permettre, par contraste, de mieux comprendre son droit national. On découvre les originalités de son droit ainsi que ses lacunes. La comparaison est également désormais massivement utilisée par les Parlements, les Ministres de la justice ou les tribunaux de Common law lors des réformes législatives ou des modifications jurisprudentielles.
Les pays en développement et les pays européens sortant du communisme se sont beaucoup inspirés des législations des pays capitalistes. Il existe des débats pour savoir dans quelle mesure ces règles peuvent être transposées et comment prendre en compte les spécificités nationales. D'autres auteurs insistent sur la dépendance juridique que ces greffes entraînent : le pays a besoin de juristes étrangers pour comprendre puis éventuellement réformer son propre droit.

#### Développer le droit dans la mondialisation
Pour adapter le droit et organiser la mondialisation, le droit comparé est doublement primordial.
Il est indispensable pour l'uniformisation du droit au niveau régional et international. En effet, les traités établissant des règles communes matérielles se fondent sur l'étude comparée. Il est également important de savoir comment chaque pays recevra le traité (valeur juridique du traité dans l'ordre interne, procédure de ratification…).
L'étude des autres législations permet également de dégager les principes généraux communs aux nations civilisées utilisés par la Cour internationale de justice.
Ce travail est particulièrement important pour l'Union européenne et se retrouve notamment dans le travail de la Cour européenne des droits de l'homme.
La comparaison est également effectuée dans le cadre du commerce international, lors des arbitrages internationaux ou par les firmes transnationales pour élaborer leur stratégie et déterminer quel droit est le plus propice à une activité.

## Méthode
En droit comparé, la méthodologie est la manière dont les différentes législations et jurisprudences sont définies, étudiées et mises en perspectives dans le travail comparatiste. Les premières recherches sur ce que devrait la méthode du droit comparé datent du Congrès international de droit comparé en 1900. Toutefois, il n'a existé et il n'existe pas de consensus sur les modalités spécifiques qui devraient être employées pour mener à bien ce genre de comparaison. Au contraire, depuis le début du XXIe siècle, la plupart des auteurs font remarquer que la méthode à employer dépend avant tout de la problématisation de la recherche, c'est-à-dire de la question posée et des enjeux qu'on cherche à cerner. Une partie de la doctrine affirme même que la problématisation et donc la méthode dépend principalement de qui sont les clients des chercheurs en droit comparé, et qu'il convient d'y adapter les modalités pratiques de l'enquête,.